# 石井隆匡
石井 隆匡（いしい たかまさ、1924年1月3日 - 1991年9月3日）は、日本のヤクザ。
関東に本拠を置く暴力団・稲川会の二代目会長。本名は石井 進（いしい すすむ）。神奈川県横須賀市出身。「経済ヤクザ」の先駆けとしても知られる。

## 経歴

### 生い立ち
1924年（大正13年）、神奈川県横須賀市に生まれる。成績優秀で旧制鎌倉中学に進学するが中退。その後、横須賀の海軍通信学校をトップクラスで卒業し、当時、八丈島にあった人間魚雷「回天」隊基地の英文通信兵として終戦を迎えた。

### 稼業入り
1946年（昭和21年）に暴力団に入り、1963年（昭和38年）に横須賀一家の五代目を継承。
1969年（昭和44年）に巽産業を設立し、企業経営志向を取る。これが経済進出する暴力団の先駆けとなる。なお同年、賭博事件などに関与し起訴され懲役5年の実刑判決を受けて服役した。
1972年（昭和47年）10月、稲川一家と三代目山口組の親戚縁組のため、稲川一家理事長として山口組若頭・山本健一（山健組組長）と五分の兄弟盃を交わす。

同年12月、稲川聖城によって稲川会が結成されると引き続き理事長に就任。その後、稲川会会長補佐に就任する。
1984年11月、稲川会をモデルにした東映映画『修羅の群れ』が公開された。
1985年（昭和60年）夏に、神戸で行われるユニバーシアード大会を無事に行えるように、山口組と一和会の抗争である山一抗争を2ヶ月ほど休戦させる（ユニバーシアード休戦）ことに力を発揮。同年10月、稲川会の二代目会長に就いた。

### バブル期以降・晩年
1986年（昭和61年）頃、かねてから政商・小佐野賢治のようになりたいと公言していた石井は、政財界とのパイプを作り上げ、力を発揮していった。その一つとして、岸信介の依頼で平和相互銀行の乗っ取りに関わる。当初、石井は平和相互銀行側に立場を置いていたことにも構わずこれを実行し、多くの謝礼と平和相互銀行の岩間カントリークラブ開発の所有権を獲得した。
1987年（昭和62年）2月、一和会系の白神英雄組長が射殺され、その一週間後に山一抗争は終結。石井は抗争の終結に注力した。
岩間カントリークラブを元に東京佐川急便社長渡辺広康からの多額の資金集めに成功した石井は、1989年（平成元年）よりゴルフ場会員資格保証金預かり証と引き替えに野村證券・日興證券を取り引き窓口にして東京急行電鉄（現・東急。東急の関連会社の1社となっている現在の東急電鉄と当時の東京急行電鉄とは直接的な関連がない）株の買い占めを行い、約8億円の利益を得た。東京佐川急便事件でも暗躍した。
1990年（平成2年）10月、病気により引退。稲川会会長を稲川裕紘に譲って堅気に戻った。
1991年（平成3年）9月3日に病死し、東京都大田区の池上本門寺で葬儀が執り行われた。参列者は全国各地の組織トップを含め、6,000人以上であった。

## 評伝・回想
- 山平重樹『最強の経済ヤクザと呼ばれた男 稲川会二代目石井隆匡の生涯』2009年 コアマガジン / 2013年 幻冬舎アウトロー文庫
- 大下英治『二人の首領（ドン） 稲川会極高の絆 任侠稲川聖城 経済石井隆匡』2015年 青志社
- 石井悠子（実娘）『巨影――ほんとうの石井隆匡』2017年6月 サイゾー